# Ricard Sánchez
Ricard Sánchez, né le 22 février 2000 à Sant Jaume dels Domenys en Espagne, est un footballeur espagnol qui évolue actuellement au poste d'arrière droit au GD Estoril-Praia.

## Biographie

### En club
Ayant commencé à jouer au foot dans sa ville natale de Sant Jaume dels Domenys, il joue dans plusieurs clubs espagnols, passant notamment quatre ans dans le centre de formation de La Masia, avant de finalement rejoindre l'Atletico de Madrid.
En 2021, après trois ans passés chez les Colchoneros, le club de la capitale espagnole annonce son transfert vers le Grenade CF. À la suite de sa présentation avec son nouveau club, il s'engage pour un an au CD Lugo en prêt.

### En sélection nationale
Ricard Sánchez est sélectionné avec les moins de 19 ans pour participer au championnat d'Europe des moins de 19 ans en 2019. Lors de cette compétition organisée en Arménie, il joue trois matchs. L'Espagne remporte le tournoi en battant le Portugal en finale.

## Palmarès

### En équipe nationale
- Espagne moins de 19 ans
  - Vainqueur du championnat d'Europe des moins de 19 ans en 2019.

### En club
- Atlético de Madrid
  - Champion d'Espagne en 2021